# Mistrzostwa Świata w Kolarstwie Przełajowym 1967
18. Mistrzostwa Świata w Kolarstwie Przełajowym odbyły się 19 lutego 1967 roku w szwajcarskim Zurychu. Rozegrano wyścig mężczyzn w kategorii zawodowców oraz po raz pierwszy w historii wyścig mężczyzn w kategorii amatorów.

## Medaliści
| Konkurencja:               | Złoto:         | Czas      | Srebro:                   | Czas     | Brąz:              | Czas     |
| Klasyfikacja mężczyzn      |                |           |                           |          |                    |          |
| Zawodowcy (19 lutego 1967) | Renato Longo   | 1:17:32 h | Rolf Wolfshohl            | + 3:49 m | Hermann Gretener   | + 9:14 m |
| Amatorzy (19 lutego 1967)  | Michel Pelchat | 1:10:36 h | Julien Van Den Haesevelde | + 2:20 m | Peter Frischknecht | + 2:24 m |

## Szczegóły

### Zawodowcy
| Medal | Zawodnik            | Narodowość | Czas      |
| ----- | ------------------- | ---------- | --------- |
|       | Renato Longo        | Włochy     | 1:17:32 h |
|       | Rolf Wolfshohl      | RFN        | + 3:49    |
|       | Hermann Gretener    | Szwajcaria | + 9:14    |
| 4     | Emmanuel Plattner   | Szwajcaria | + 9:14    |
| 5     | Eric De Vlaeminck   | Belgia     | + 11:48   |
| 6     | Huub Harings        | Holandia   | + 1 okr.  |
| 7     | Giovanni Bettinelli | Włochy     | + 1 okr.  |
| 8     | Luciano Luciani     | Włochy     | + 1 okr.  |
| 9     | Manuel Nava         | Hiszpania  | + 1 okr.  |
| 10    | André Foucher       | Francja    | + 1 okr.  |

### Amatorzy
| Medal | Zawodnik                  | Narodowość | Czas      |
| ----- | ------------------------- | ---------- | --------- |
|       | Michel Pelchat            | Francja    | 1:10:36 h |
|       | Julien Van Den Haesevelde | Belgia     | + 2:20    |
|       | Peter Frischknecht        | Szwajcaria | + 2:24    |
| 4     | Jean Gérardin             | Francja    | + 2:52    |
| 5     | Franco Livian             | Włochy     | + 2:57    |
| 6     | Pierre Bernet             | Francja    | + 3:18    |
| 7     | Enrico Sfolcini           | Włochy     | + 3:40    |
| 8     | Luigi Torresani           | Włochy     | + 3:52    |
| 9     | Karl Stähle               | RFN        | + 4:41    |
| 10    | Ernst Boller              | Szwajcaria | + 4:41    |

## Tabela medalowa
| Miejsce | Państwo    |   |   |   |   |
| ------- | ---------- | - | - | - | - |
| 1.      | Francja    | 1 | 0 | 0 | 1 |
| 1.      | Włochy     | 1 | 0 | 0 | 1 |
| 3.      | Belgia     | 0 | 1 | 0 | 1 |
| 3.      | RFN        | 0 | 1 | 0 | 1 |
| 5.      | Szwajcaria | 0 | 0 | 2 | 2 |